# 日向礁
日向礁是中国黄海上的一个不可居住的暗礁石，乃江苏省盐城市外海沙洲岛，离水面下7.8米，距离韩国可居岛西侧48公里。日向礁不是岛屿，不可作为领海基点和专属经济区的起点。2012年初，大韓民國主張日向礁屬韓國領土，改名為可居礁（가거초），劃歸全羅南道新安郡黑山面管理，並开始兴建观察基地人工岛。

## 历史
该礁位于中国海域东端，是中国渔民世代赖以为生的传统渔场。以中国海上渔民的立场来看，有“日出之方向”的意思。1927年3月29日，日本“日向” 号军舰在此触礁，同年8月14日日军对该暗礁进行调查，并据船名命名为“日向礁”。

## 參看
- 蘇岩礁